# Musée de l'histoire de l'Ukraine dans la Seconde Guerre mondiale
Le Musée de l'histoire de l'Ukraine dans la Seconde Guerre mondiale (en ukrainien : Національний Музей історії України у Другій світовій війні), anciennement Musée national de la Grande Guerre patriotique (1941-1945) (en ukrainien : Національний музей історії Великої Вітчизняної Війни 1941-1945 років), est un complexe commémorant le Front de l'Est pendant la Seconde Guerre mondiale.
Il est situé dans la périphérie de Kiev, la capitale de l'Ukraine.

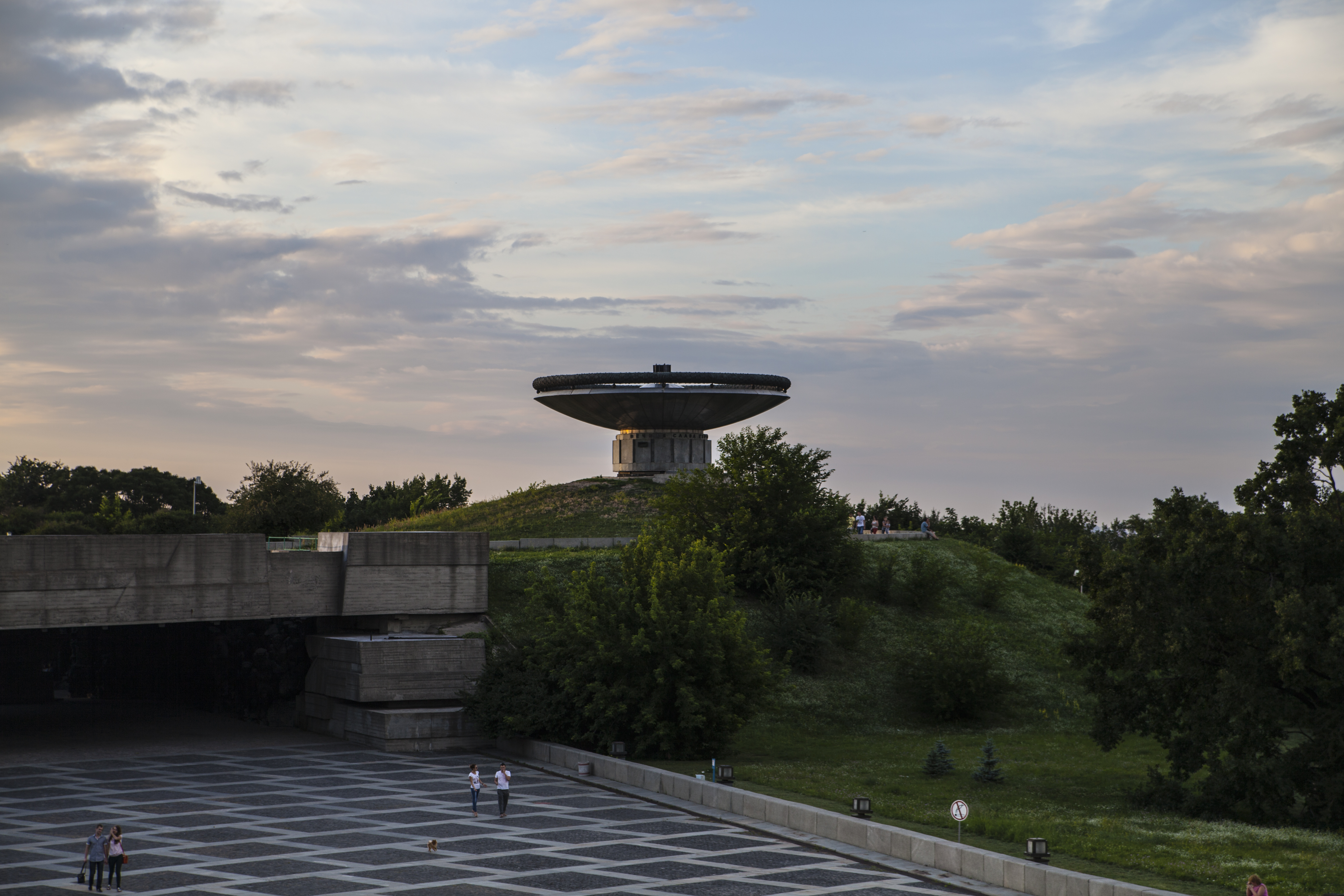
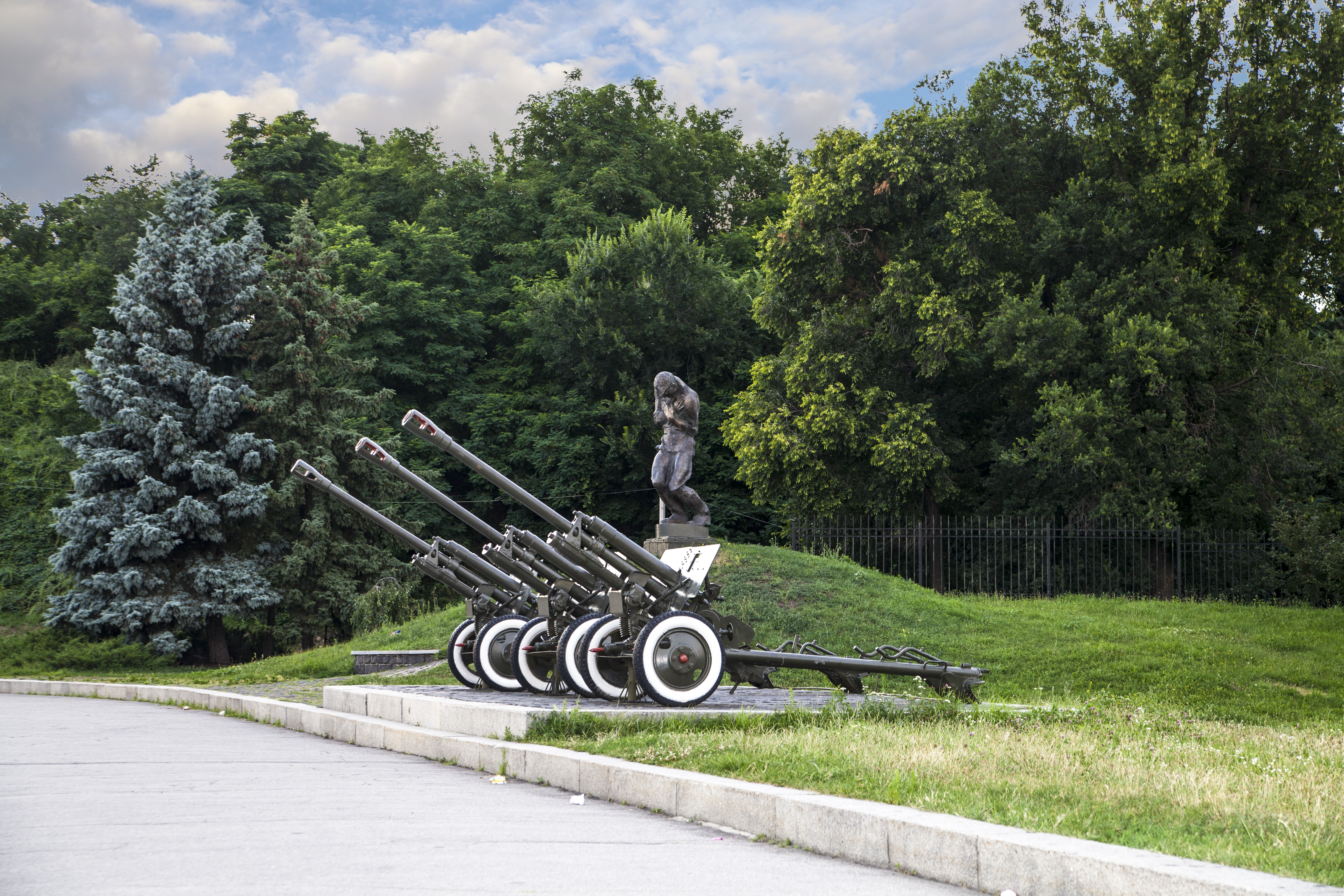
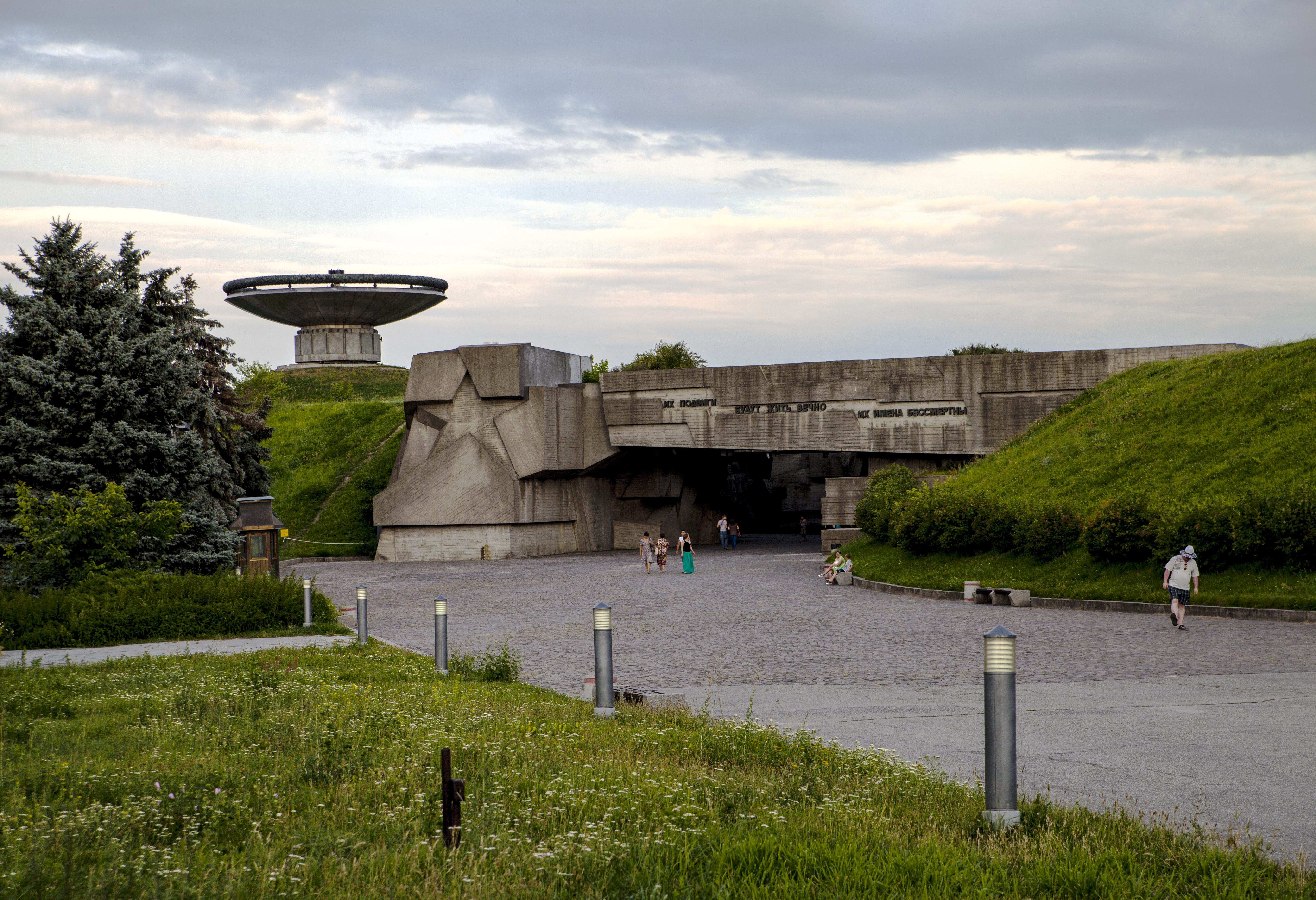
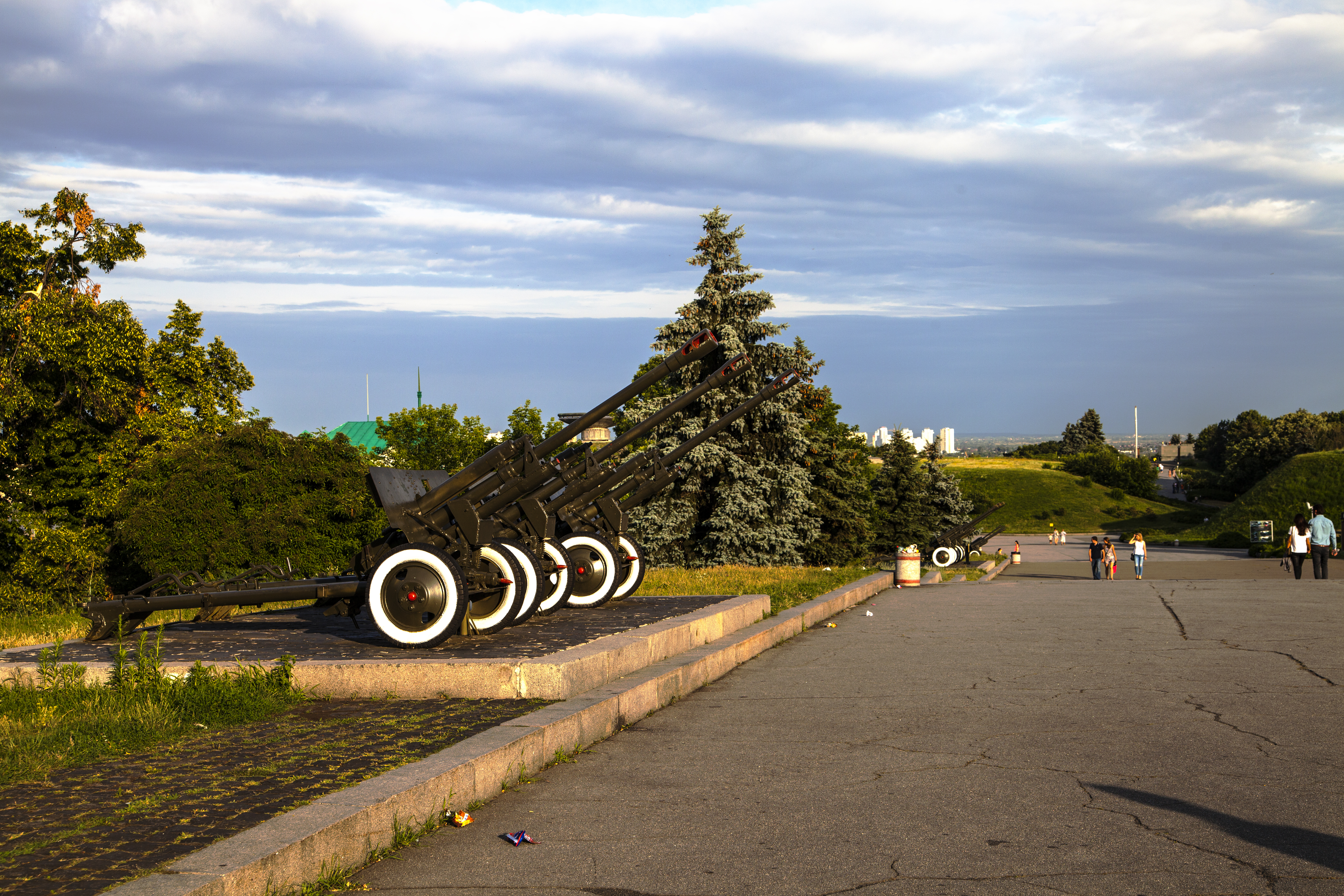